# Velika župa Bribir-Sidraga
Velika župa Bribir-Sidraga bila je jedna od 22 velike župe na prostoru NDH. Sjedište joj je bilo u Kninu. Djelovala je od 27. lipnja 1941. do 30. listopada 1943., kad je preustrojem ukinuta, proširena i postala dijelom nove Velike župe Bribira, a sidraški dio imena ostao je u novoosnovanoj Velikoj župi Sidrazi-Ravnim Kotarima.
Građansku upravu u župi vodio je veliki župan kao pouzdanik vlade kojeg je imenovao poglavnik. Obuhvaćala je područje kotarskih oblasti: 
- Knin
- Drniš (uspostavljena 1. kolovoza 1941.)
- Bosansko Grahovo (izdvojeno iz Velike župe Krbava-Psat i priključeno 10. prosinca 1941.)

te kotarska ispostava Drvar. 